# 大阪電気軌道デボ600形電車
大阪電気軌道デボ600形電車（おおさかでんききどうデボ600がたでんしゃ）は大手私鉄・近畿日本鉄道（近鉄）の前身である大阪電気軌道（大軌）が1935年から製作した旅客用電車である。のち近鉄に引き継がれ、近鉄モ600形となった。
この項では戦後、当初より近鉄モ600形として製造された車両についても記す。

## 概要
デボ211形・デボ301形に引き続き1935年から製造された車両であり、1950年までに81両が製造された。従来の車両と比べ主電動機の出力を増強している。

## 共通事項

### 車体
15 m級の車体を持つ半鋼製車であり片側2扉、3両固定編成として製造されたデボ600 - サボ500 - デボ601を除きいずれも両運転台車となっている。

### 主要機器
主電動機は三菱製MB-213-AF(出力111.9 kW)を4基搭載し吊り掛け式で装架する。制御器はHLFでありブレーキはいずれもA動作弁の自動空気ブレーキとなっているが、モ634 - 639の制御器は、登場時デボ61形が装備してたMK形を装備しており、翌1950年に取り替えられている。

## デボ600形

### 概要
1935年12月に登場した最初の600系であり、デボ600 - サボ500 - デボ601の3両固定編成と、デボ600形デボ602 - 607と制御車のクボ500形クボ501 - 503が製造された。製造はいずれも日本車輌製造(日車)である。

### 車体・台車
3両固定編成についてはデボ600・デボ601共に片運転台で前面が非貫通の構造であり窓配置はd3D6D3、サボ500の窓配置は3D7D3であり、いずれの車両も連結面は切妻であった。これに対しデボ602 - 607およびクボ501 -503については両運転台・両貫通であり窓配置はともにd3D5D3dとなっており、このスタイルは戦後製の車両にも引き継がれている。台車はデボ600形が住友製KS33Lを、サボ500形・クボ500形が同じく住友製のKS-66Lを装備している。

## モ600形（608 - 627）

### 概要
このグループより戦後の製造となる。このグループは太平洋戦争終戦後の混乱期に運輸省が制定した「私鉄郊外電車設計要項」に基いて新製された、いわゆる運輸省規格形に区分される。当時の奈良線は他線と異なり木造車を多数抱えており車両事情がひっ迫していた。しかし、当時の地方鉄軌道事業者による車両製造発注は、終戦後間もなくの資材不足などを理由に運輸省の監督下における認可制を採っており、各事業者が自由に製造メーカーへ新車を発注することは事実上不可能であった。また、運輸省の打ち出した施策を受け、同省の実務代行機関である日本鉄道会（現・日本民営鉄道協会）は、1947年（昭和22年）度に地方鉄軌道事業者の新製車両に関する規格「私鉄郊外電車設計要項」を制定、原則的に同要項に沿って設計された車両、いわゆる「運輸省規格形車両」の新製発注のみを認可することとした。このような情勢で近鉄は同要項から戦前の奈良線車両と適合するB'形を選択した。それにより1948年に登場したのが本グループであり、モ600形モ608 - 627・ク500形ク504- 513・ク550形ク550 - 553の計34両が製造された。製造はモ600形が近畿車輛、ク500形とク550形が日本車輌である。ク550形については、計画時に電動車とする予定があり、そのためク500形とは別形式とされた。

### 車体・台車
車体はB'形といえる構造であるが、幕板・窓・腰板の高さは戦前製の600形と同寸であり、窓の横割り寸法が戦前製が720 ㎜だったのに対し前述の規格に合わせえるため700 ㎜となった程度である。台車はモ600形が住友製KS-33Lを、ク550形がアメリカのボールドウィン社製BW-78-25Aを装備している。

## モ600形（628 - 644）

### 概要
このグループはモ51形・モ61形・モ150形・モ400形といった木造車の鋼体化改造名義で新造された。占領軍も戦後の混乱期における木造客車・電車の事故が多発していたことから木造車の強化を指示、それにより1949年度から木造車の鋼体化工事が開始された。この工事では前述の「規格形」よりも自由度があったとされる。1949年にモ600形モ628 - 644の17両が製造された。製造は日本車輛となっている。番号の対照は下記の通り。
モ51形モ51 - 55 → モ628 - 632
モ61形モ87・97 - 102 → モ633 - 639
モ150形モ150 - 153 → モ640 - 643
モ400形モ400 → モ644
本グループは当初、61形・旧400形・旧200形の鋼体化として、主制御装置・ブレーキのみを新製しそれ以外の台車・主電動機は木造車の物を流用する予定であり、形式は350形となるはずだった。しかし花園事故の影響で計画が変更され、最初に落成したモ634 - モ639のみが主制御器・主電動機を流用して製造された。それ以外は、書類上は改造車ながら実質的に新造車として製造されている。

### 車体・台車
車体構造が戦前並みに戻り、窓幅が720 ㎜となった。また屋根と幕板の間には雨樋が付き、側面にも雨水流下用の縦樋が装備された。モ600形の台車は日車製D型を基本的に履いているが、モ640のみ住友製KS-33Lを装備している。ただし、最初に落成したモ634 - モ639については当初、住友製KS-33Eを履いていたが、翌1950年の主制御器、主電動機の交換時に日車D型に交換された。

## モ600形（645 - 650・661 - 665・656・657）
このグループからは張り上げ屋根を用いた車体が採用されてスタイルが変わっており、側面窓の構造も変更されている。モ646が木造車鋼体化、モ645・647・648が事故復旧車である以外は新造車であり、1949年にモ600形モ645 - 647、1950年にモ600形モ648 - 650・661 - 665・656・657とク550形ク554 - 558が製造された。製造はモ645 - 647・ク554 - 556・558が日本車輌、モ648 - 650・661 - 665・656・657とク557が近畿車輛である。なお、1950年製造車の番号が飛んでいるのは、1943年製のモ650形と番号の重複を防ぐためで、これはモ650形がモ450形に改番されることにより解消している。

### 車体・台車
前述の通り張り上げ屋根を用いた車体となっている。また2段窓の中桟が窓の中央に移り、上部窓も開閉可能な完全上昇式になった。台車は日車製のものが日車D型・近畿車輛製のものはKS-33Eである。

## 改番・改造（昇圧まで）
1942年の称号改正でデボ600形・サボ500形は番号はそのまま、記号をデボ→モ・サボ→サに変更している。
1950年にはトップナンバーの0起番を廃止することとなり、この時モ650形をモ450形に変更、空いた番号にモ661 - 665を改番の上組み入れている。改番は下記の通りで、モ600を除いて各グループの最初の車両を最後の車両の後に回し、それ以外は改番しないという手法が採られた。例外としてク550形については、製造メーカーを揃える意図に基づき変則的な改番になっている。
モ600形モ600・601・603 - 607・602・609 - 627・608・629 - 644・628・646・647・645・649・650・661 - 665・656・657・648 → モ600形モ601 - 658
ク500形ク502・503・501・505 - 513・504 → ク500形ク502 - 514
ク550形ク551 - 553・550・557・556・555・558・554 → ク550形ク551 - 559
サ500形サ500 → サ500形サ501
1955年には、制御車のク500形とク550形が付随車に改造され、ク501形はサ500形(サ501の続番)、ク550形はサ550形に変更された。
ク500形ク502 - 514 → サ500形サ502 - 514
ク550形ク551 - 559 → サ550形サ551 - 559
1962年からはモ600形両運転台車の片運転台化改造が実施された。計画では603 - 606・611 - 616…のように各10番台末尾1 - 6の車両を改造することになっていたが、結局末尾8まで行われた物もあり、モ600形モ603 - 608・611 - 616・618・621 - 626・631 - 636・641 - 646・651 - 656に片運転台化改造が実施された。これにより、奇数車が奈良向き・偶数車が大阪向きの片運転台車となった。
1964年と翌1965年には新型特急車18000系に主電動機などを流用するためモ600形4両が電装解除されク520形となった。
モ600形モ623・625・631・633 → ク520形ク521 - 524

## 昇圧に伴う改番
1969年の昇圧では本形式は全車が昇圧改造の対象となり、新400系・600系に再編されることとなった。それに伴い、以下のように改番を行った。この改造によりサ500形・サ550形は電装化されており、また一部のモ600形は電装解除され制御車となっている。また昇圧に対応できないHLF形制御器は、三菱のAB-194-15H(新モ400形)またはAB-198-15H(新モ650形)制御器に載せ替えられている。
モ600形モ607・613・641・650・651・653 → モ400形モ401・402・405 - 408
モ600形モ602・604・606・612・614・616・622・624・626・628・648・649・652・654・656・658・646・647・632・634・636・642・644 → モ600形モ601 - 623
サ500形サ501 - 505・508・511・513・512・507・506・509・510・514 →モ650形モ651 - 658・665・667 - 671
サ550形サ554 - 559・552・551・553 → モ650形モ659 - 664・666・672・673
モ600形モ603・605・608・609・618・645・611・621・629・640・643・655・657・638・627・610・620 → ク500形ク501 -503・505 - 507・509 - 515・517・521 - 523
ク520形ク521 - 524 → ク500形ク504・508・519・520
モ600形モ601・617・619・637・639・630・615・635 → ク550形ク551 - 554・563・571 - 573

## 運用・廃車
本形式は奈良線系統において使用され、1955年に800系が登場するまで長らく同線の主力となっていた。新400系・600系となった後は400系が生駒線・田原本線で、600系は京都線・橿原線・天理線で主に使用されていた。その後400系が1975年から1977年にかけて、600系が1971年から1976年にかけて廃車されて形式消滅となった。